# Rocío Boliver
Rocío Boliver (México D.F., 1956) es una actriz, escritora y artista del performance mexicana. Conocida como La Congelada de Uva, sus performances se centran en la crítica a la opresión de las mujeres. Se caracteriza por hacer físico el dolor psicológico. Para ella, es necesario sentir el dolor para poderlo transmitir a través de su cuerpo. Debido a la desnudez explícita y a la violencia de sus actos en contra de los tabúes, se ha convertido en un ícono de la contracultura no sólo en México sino a nivel internacional. Estudió el arte del performance en el Tisch School of the Arts en la Universidad de Nueva York con Richard Schechner, e historia del performance en Arts Plastiques en Cégep de l'Abitbi, Quebec, Canadá. Ha impartido talleres de performance en ciudades como Lisboa, Nueva York, Barcelona y Ciudad de México. Su metodología se encuentra documentada en el libro Pedagogy of Performance de Valentín Torrens.

## Biografía
Rocío Boliver nació en México D.F. en 1956. Su madre es Pilar Jiménez, y su abuelo fue el matemático español Enrique Jiménez González quien llegó a México buscando refugio de la guerra civil española, formó parte de la Junta de Defensa de Madrid constituida el 6 de noviembre de 1936, y su padre, Ángel Boliver, fue un pintor y muralista mexicano. Estudió danza, idiomas y filosofía y desarrolló desde su adolescencia una afición a la lectura, en momentos en que estuvo postrada en la cama durante tres años por una enfermedad en el riñón llamada glomerulonefritis, lo cual la volvió autodidacta. Fue modelo y trabajó en diversos medios de comunicación como Canal 22, Canal 40 y TV Azteca. Estuvo casada con un traductor de inglés con el que tuvo un hijo, Sebastián.

## Carrera
Rocío comenzó a realizar performances en 1992, leyendo textos porno-eróticos de su autoría. Fue en una de estas performances donde adquirió su apodo, "La Congelada de Uva", tras masturbarse en el escenario con una barra helada (llamada congelada) de ese sabor. Por la misma época fue directora de prensa en la Secretaría de Gobernación, de donde fue echada debido al tono de sus performances, cargadas de sexualidad y exhibición de sus genitales, de ahí que también haya escogido el nombre de Congelada, porque fue "congelada del aire".

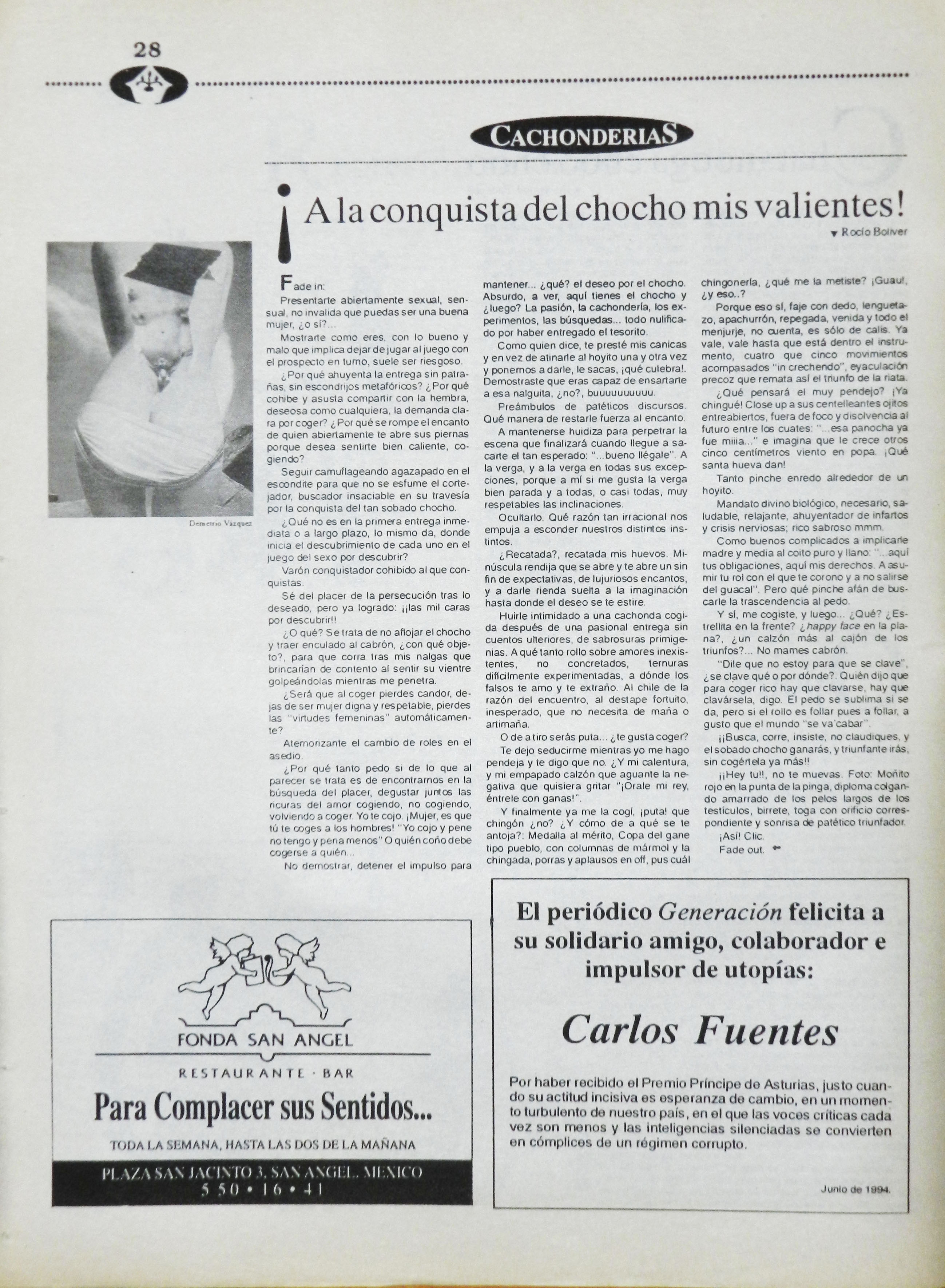
Primer texto de Rocío Boliver publicado en la revista mexicana Generación, 1994.

En 1998 se unió a un grupo musical llamado "Binaria", combinando así la música electrónica, el vídeo y el performance, quienes editaron, en el año 2000, el CD interactivo Binaria 13. Sus actos incluyen raves, festivales, ferias, y están involucrados constantemente en la escena artística gótica, sobre todo en el Festival Nacional Sado-masoquista. En la década de los noventa participó con varios performances en el proyecto "Artenativo, Caja Dos" dirigido por Armando Sarignana y José Guadalupe López en su propia vivienda.
Entre 1999 y 2001 Boliver actuó en tres obras del dramaturgo mexicano Juan José Gurrola, conocido dentro de la escena del teatro y del performance:
Alice en el país de las apariencias entre la vida y la muerte. Amén. Espectáculo basado en Alice in Bed, de Susan Sontag, 1999. Variaciones en torno a La más fuerte de A. Strindberg, 2000.
Landrú opereta. Texto en verso de Alfonso Reyes, puesto en escena por Juan José Gurrola entre 1964 y 1985 y vueto a poner en escena en el 2001 por su hija Edwarda Gurrola, siendo en esta ocasión cuando Rocío Boliver participa.
En 2002 Boliver publicó un libro, titulado Saber EScoger, el cual es descrito en su página web como "altamente erótico y lleno de explícitas anécdotas". En ocasión de su presentación, realizó una performance titulada "La reina de las putas", en la cual era atada a una cruz con alambre de púas. La crítica a la religión, una constante en sus obras, tuvo lugar también en la performance "¡Cierra las piernas!", realizada un año después en el Hemispheric Institute of Performance and Politics, en Nueva York. En 2008 se reeditó Saber EScoger con una selección de fotografías de "la Congelada de Uva" tomadas por Alejandro Zenker. En sus cuentos, la artista mantiene un tono divertido y un lenguaje desparpajado en búsqueda constante de la libertad sexual sin prejuicios morales ni convenciones sociales.

Como si fuese despreciativo que despertaras pasión y deseo al instante.¿Y es esto acaso malo?¿Acaso inmoral?Poco ético es mentir.¿A qué viene esto de necesitar disfrazar el instinto primero?"La mujer busca la protección..." ¡La pinga, qué!"El hombre proteger..." ¡La panocha, qué! ¡Nomás pa'eso me quería!
Rocío Boliver, Saber Escoger.

También en ese mismo año el escritor y cineasta underground barcelonés José Manuel Vara dio a conocer su documental Bilisnoire o el parto del monstruo bicéfalo donde reúne material del trabajo colaborativo entre Rocío Boliver y la española Begoña Grande. En el 2011, José Manuel Vara publicó en su editorial Neorotika Books Daño selectivo, poemario en el que incluyó el poema del mismo nombre que el documental, dedicado a La Congelada de Uva y Begoña Grande. Daño selectivo ha sido reeditado por Excodra Editorial en el 2015.
En 2012, tras las elecciones presidenciales en México, Boliver convocó a una performance en que defecó sobre una fotografía del candidato electo Enrique Peña Nieto. Esto ocasionó descontento en sectores políticos tanto de la derecha como de la izquierda. Es también a partir del 2015 que con una beca del FONCA, Rocío Boliver comienza a hacer performances en México y en el extranjero en torno al discurso capitalista de la juventud y la belleza, llamándolos Entre la menopausia y la vejez como una reflexión y desmitificación de la mujer en esta etapa de la vida en la sociedad contemporánea.
En 2013 se llevó a cabo el Festival De Performance Rocío Boliver "La congelada de Uva" organizado por La Botica Un No Colectivo con apoyo del Consejo Estatal para la Cultura y las Artes en Chiapas. Como parte del evento, Rocío Boliver dio una conferencia llamada "El epifenómeno y metalenguaje, homenaje a Juan José Gurrola" en la que la artista explicó el término epifenómeno, empleado por Juan José Gurrola para definir al artista en su acto creativo y que alude a la ocurrencia. Mencionaba el mismo Gurrola:

A mi me sirvió el epifenómeno porque a través de los años el estado de creación o el estado de fuera de uno mismo, al emanar o inaugurar una nueva realidad a través del simulacro de la palabra, daba lugar a encontrarse en un espacio mental sin barreras en el que -y reto a cualquier gente- en la mente aparece, sin deberla ni temerla, una idea, como puede ser la de una oruga juntando sus flores o una sirvienta de las Lomas igualita a Gloria Trevi. Memorias de Juan José Gurrola. Alegría Martínez. 2007.

Una de sus colaboraciones ha sido en el 2015 en Human Resource en Los Ángeles con el artista francés Thibault Delférière como parte del ciclo Overstimulated: Limits of Performance, con el performance The sea anemone and the hermit crab en el cual la artista explora las relaciones amorosas simbióticas y de violencia a la vez.
Ha realizado actuaciones en España, Suiza, Estados Unidos, entre otros países. También dicta talleres donde enseña y difunde el performance, en el marco del Programa de Retribución Social del Fondo Nacional para la Cultura y las Artes.

## Controversias
En mayo de 2025, la artista Rocío Boliver fue acusada en redes sociales de haber ejercido, presuntamente, violencia física y sexual contra la performer Xitlalli Treviño durante el Festival de Arte Acción (FAA), celebrado en noviembre de 2023 en el FARO Cosmos de la Ciudad de México. Según la versión difundida por Treviño, Boliver interrumpió su actuación de forma agresiva, con insultos y tocamientos supuestamente no consentidos.
Los hechos no han sido confirmados por ninguna instancia judicial ni existen pruebas concluyentes hasta la fecha. Algunas publicaciones en redes sociales aseguran que una asistente intervino para detener la presunta agresión, pero ni los vídeos disponibles ni otras fuentes independientes lo confirman.
El festival, que fue objeto de un intenso escrutinio y acoso digital, emitió posteriormente un comunicado de disculpa, posiblemente como respuesta a esa presión. El caso ha reabierto el debate sobre los límites difusos en la performance artística, donde las acciones pueden ser percibidas de forma ambigua según el contexto y la intención.
En 2025, Treviño declaró que existía una denuncia legal contra Boliver; sin embargo, esta asegura no haber recibido ninguna notificación formal y ha anunciado su intención de emprender acciones legales por difamación.